# Epifaniekathedraal (Noginsk)
De Theofaniekathedraal (Russisch: Богоявленский собор) of Kathedraal van de Verschijning van de Heer is een Russisch-orthodoxe kathedraal in de Russische stad Noginsk.

## Geschiedenis
Een eerste vermelding van een kerk op dezelfde plaats in het toenmalige dorp Rogosj dateert van 1628. Het betrof een kerk gewijd aan de Heilige Nicolaas. In de jaren 1755-1767 werd een nieuwe kerk gebouwd van steen ter ere van de Epifanie. Een nieuwe, grotere koepelkerk in de stijl van laat-classicisme werd in de jaren 1869-1876 gebouwd. In dezelfde periode (1873) werd de kerk verheven tot kathedraal. De klokkentoren dateert uit 1884-1885.

## Sovjet-periode
Opmerkelijk is dat er nog in 1924 herstelwerkzaamheden aan de kathedraal werden verricht. Maar de kerk ontkwam daarmee niet aan het lot van de meeste andere kerken in Rusland. In 1938 werd de kathedraal gesloten. Ook de geestelijkheid van de kerk werd zwaar getroffen. Priester Nikolai Speranski werd in 1931 gearresteerd en gedeporteerd. Na zijn terugkeer werd de priester in 1937 opnieuw gearresteerd en vervolgens geëxecuteerd in Boetovo. Eenzelfde lot trof ook aartspriester Sergei Makhaev en priester Andreev Nicolai en een aantal actief bij de kerk betrokken parochianen. Vanaf 1940 werd het gebouw in gebruik genomen voor de fabricage van chemische stoffen. Een poging van het Uitvoerend Comité van Noginsk in 1953 om de kerk gedeeltelijk en de klokkentoren te slopen wist men te verhinderen.

## Heropening
In 1989 vond teruggave van kathedraal aan de Russisch-orthodoxe Kerk plaats. Echter in de jaren 1993-1997 kreeg een afscheidingsbeweging de kerk in handen. Uiteindelijk keerde de kathedraal in de herfst van 1997 terug naar de Russisch-orthodoxe kerk.